# 29329 Knobelsdorff
29329 Knobelsdorff este un asteroid din centura principală de asteroizi.

## Descriere
29329 Knobelsdorff este un asteroid din centura principală de asteroizi. A fost descoperit pe 5 octombrie 1994 la Tautenburg de Freimut Börngen. Asteroidul prezintă o orbită caracterizată de o semiaxă mare de 2,28 ua, o excentricitate de 0,12 și o înclinație de 4,4° în raport cu ecliptica.